# مون‌دراگون
مون‌دراگون (به انگلیسی: Moondragon) با نام اصلی هدر داگلاس، یک شخصیت خیالی ابرقهرمان در کتاب‌های کامیک منتشر شده توسط مارول کامیکس است. این شخصیت توسط نویسنده بیل اورت و مارک فردریک و طراح جورج توسکا خلق شده‌است که برای اولین بار در شمارهٔ ۵۴ از نخستین جلد مرد آهنی (ژانویه ۱۹۷۳) حضور پیدا کرد. مون‌دراگون دارای توانایی بسیار گسترده دورآگاهی، استاد هنرهای رزمی، دورجنبی سطح پایین و نسل‌شناس بسیار ماهر است و از ویژگی‌های قابل توجه او می‌توان به سر تراشیده‌اش، و دستیابی به برتری تقریبی در تمام حوزه‌های موفقیت انسان‌ها اشاره کرد.
او علناً فردی با گرایش جنسی دوجنس‌گرایی است، و از لحاظ عاشقانه مجذوب شخصیت‌هایی همچون دردویل، ثور، کلاود، کوازار، مارلو چندلر و فیلا-ول شده‌است.